# 王可大
王可大（？—？），字元簡，號少冶，南京錦衣衛鎮撫司籍，直隸蘇州府吳江縣人，明朝政治人物。

## 生平
嘉靖十年（1531年）辛卯科應天鄉試第一百十三名舉人，三十二年（1553年）中式癸丑科會試第一百二十一名，二甲第八十三名進士。戶部觀政，任刑部主事，升員外郎、郎中，出為浙江台州府知府，改廣東瓊州府知府。

## 家族
曾祖王信；祖父王潣，封奉直大夫吏部考功司員外郎；父王鑾，號西冶，奉政大夫吏部驗封司郎中。嫡母尹氏（贈宜人）；生母柏氏。妻朱氏（封安人）。兄王可久，弟王可立（生員）。子宿徵、肖徵、槐徵。